# Patella vulgata
Patella vulgata, coloquialmente conocida como lapa común, es una especie de molusco gasterópodo marino de la familia Patellidae, una lapa típica. Es endémica de los mares de Europa occidental.
Ejemplares de esta especie fueron encontrados en cuevas como la de Altamira, donde habían sido utilizadas por los seres humanos prehistóricos como alimento durante los periodos Solutrense y Magdaleniense, y sus conchas utilizadas como recipientes para preparar pinturas tales como ocre.
Desde estos periodos de la prehistoria hasta nuestros días, es utilizada como una delicia gastronómica, de la que hay gran variedad de recetas, todas ellas muy solicitadas.